# Lỗ Quỹ
Lỗ Quỹ (chữ Hán: 魯軌, ? - 449), tên khác là Lỗ Tượng Xỉ, người huyện Mi, Phù Phong, Ung Châu , nhậm chức Cánh Lăng thái thú nhà Đông Tấn.

## Cuộc đời
Cha của Lỗ Quỹ là Ung Châu thứ sử Lỗ Tông Chi, năm Nghĩa Hi thứ 10 (414) khởi binh hưởng ứng Tư Mã Hưu Chi chống lại quyền thần Lưu Dụ.
Lỗ Quỹ tập kích và giết chết Lưu Kiền Chi đang kết cầu phao, chứa lương thực ở Tam Liên , lừa được Từ Quỳ Chi (con rể của Lưu Dụ) lên bờ rồi giết chết ở Phá Trủng, giết cả Từ Doãn Chi, Thẩm Uyên Tử (anh trai Thẩm Điền Tử) đến tiếp ứng. Tướng lĩnh quân triều đình Khoái Ân kìm quân không đánh. Lỗ Quỹ tấn công, nhưng không thắng được.
Tháng 3 năm Nghĩa Hi thứ 11 (415), Lưu Dụ dẫn đại quân tiến đánh, bọn Tư Mã Hưu Chi bỏ Giang Lăng, chạy lên phía bắc. Lỗ Quỹ thua trận ở Thạch Thành, theo cha chạy sang đầu hàng Hậu Tần đế Diêu Hưng. Năm Nghĩa Hi thứ 13 (417), Lưu Dụ tiêu diệt vua Hậu Tần là Diêu Hoằng (con trai của Diêu Hưng), hai cha con lại chạy sang Bắc Ngụy.
Lỗ Quỹ ở Bắc Ngụy làm đến Kinh Châu thứ sử, Tương Dương công, trấn thủ Trường Xã. Vì ông đã trót giết chết cha của Từ Trạm Chi (Từ Quỳ Chi) và Lưu Khang Tổ (Lưu Kiền Chi), đều là sủng thần, ái tướng của Lưu Tống Văn đế, nên không dám trở về phương nam.
Sau khi Lỗ Quỹ mất, con trai là Lỗ Sảng thừa kế tước vị.